# Atlanta Athletic Club

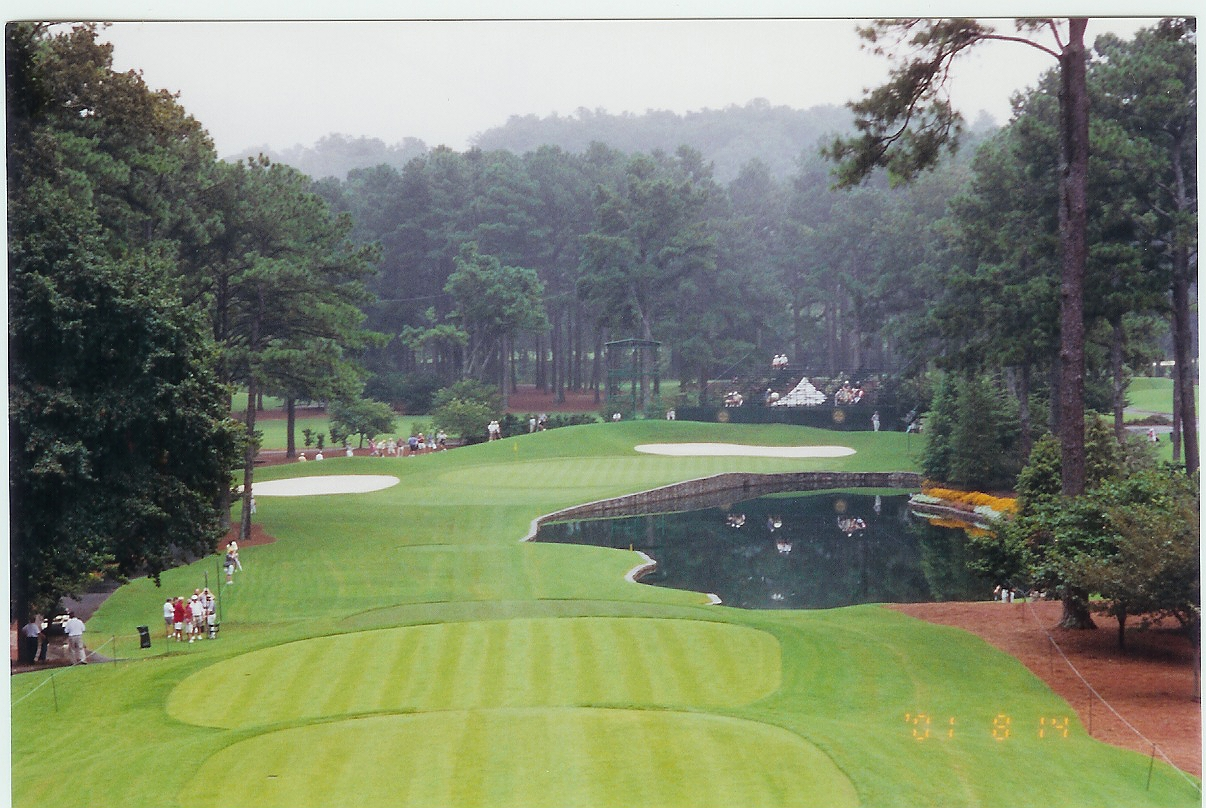

De Atlanta Athletic Club (ACC) is een vooraanstaande sportclub in Johns Creek, 35 kilometer van Atlanta, Georgia. Er zijn golf- en tennisbanen en er is een olympisch zwembad.

## Geschiedenis
De club werd in 1898 opgericht. Deze had toen een locatie op de Edgewood Avenue. Na enkele verhuizingen werd in 1915 voor de Atlanta Athletic Club’s East Lake Country Club de eerste golfbaan aangelegd, waar onder meer de legendarische Bobby Jones opgroeide. Hij werd later voorzitter van de club en bleef actief lid tot 1972.  In 2004 werd er een film over Bobby Jones gemaakt. De golfscènes voor "Bobby Jones: Stroke of Genius"  werden grotendeels hier opgenomen.
Tegen 1970 vond de laatste verhuizing plaats. Op aanraden van Bobby Jones kwam het US Open naar ACC, maar er was veel kritiek op de baan. Arnold Palmer en Tom Fazio hebben toen allerlei wijzigingen aangebracht. In 1990 was de baan een mengeling van verschillende stijlen, daarom werd er besloten dat Rees Jones Jr de nodige maatregelen moest nemen. Alle greens werden opnieuw aangelegd, ze werden kleiner gemaakt en subtieler. Er kwamen ook enkele vijvers. Ook de fairways en rough kregen andere soorten, die vooral voor het oog aantrekkelijk waren vanwege de verschillende kleuren.
Er zijn nu twee 18-holes golfbanen en er is een korte 9 holesbaan met een par van 27.

## Toernooien
Op East Lake
- 1950: US Women's Amateur
- 1963: Ryder Cup

Op ACC
- 1976: US Open
- 1981: US PGA Kampioenschap op de Highland Course
- 1982: US Junior Wereldbeker
- 1984: US Mid-Amateur
- 1990: US Women's Open op de Riverside Course
- 1998-heden: The Tour Championship (bijna ieder jaar op AAC)
- 2001: US PGA Kampioenschap op de Highland Course
- 2002: US Junior Amateur
- 2011: US PGA Kampioenschap
- 2014: US amateurkampioenschap

## Andere sporten
Voor de tennisspelers zijn er gravelbanen en binnenbanen. Het ATP-toernooi van Atlanta werd hier in 1993 op gravel en in 2010 op hardcourt gespeeld. Op AAC zijn ook meerdere basketbaltoernooien gespeeld.